# تندلة (البرتغال)
تُنْدِلة أو تُندِلا أو (نقحرة: توندلا) (بالبرتغالية: Tondela‏) هي municipality of Portugal تقع في البرتغال في محافظة بازو. يقدر عدد سكانها بـ 28,946 نسمة .

## أعلام
- نونو بيلوتو